# Automeris denhezi
Automeris denhezi é uma espécie de mariposa do gênero Automeris, da família Saturniidae.
Sua ocorrência foi registrada no México, pelo entomólogo Frank Meister.